# The Starlit Corridor
The Starlit Corridor este o antologie științifico-fantastică din 1967 editată de Roger Mansfield. A fost publicată de Pergamon Press.

## Conținut
- Space: Third Millennium, poezie de Denis Pethebridge
- Before Eden (1961), povestire de Arthur C. Clarke
- Return of the Moon Man (1955), povestire de Eric Malpass
- The Space Pilot, poezie de J. Blackie
- Space Probe to Venus, poezie de Constantine FitzGibbon
- Disappearing Act (1953), povestire de Alfred Bester
- To See the Rabbit, poezie de Alan Brownjohn
- Pawley's Peepholes (1951), povestire de John Wyndham
- Tea in a Space-Ship, poezie de James Kirkup
- Monștrii (1953), povestire de Robert Sheckley. O specie extraterestră simțitoare încearcă să se ocupe de primul lor contact cu oamenii.
- Harrison Bergeron (1961), povestire de Kurt Vonnegut, Jr.
- The Happy Man (1963), nuveletă de Gerald W. Page
- Bedtime Story (1963), poezie de George MacBeth
- The Liberation of Earth (1953), povestire de William Tenn
- Science Fiction (1960), poezie de Kingsley Amis

## Legături externe
- en  Istoria publicării lucrării The Starlit Corridor la Internet Speculative Fiction Database

## Vezi și
- 1967 în literatură